# Crușin
Crușinul (Rhamnus frangula) este o plantă medicinală, cunoscută îndeosebi pentru proprietățile ei laxative dar și curative. 

## Utilizare
Frunzele dar mai ales scoarța de crușin exercită acțiuni purgative și laxative (provoacă eliminarea conținutului tubului digestiv), efect coleretic și colagog asupra bilei (excită bila, mărindu-i secreția), proprietăti vermifuge și au o acțiune relaxantă asupra musculaturii intestinale. Fructele au acțiune protectoare, regenerantă și antioxidantă, fiind bogate în vitamine, minerale și acizi grași.

### Decorativ
Păducelul negru are calități decorative limitate, fără flori evidente sau frunziș impresionant, și este cultivat în principal pentru valoarea sa de conservare, în special pentru a atrage fluturi de lămâiță. O varietate cu frunze pestrițe, Frangula alnus 'Variegata', și o varietate cu frunze foarte subțiri 'Asplenifolia' sunt uneori cultivate în grădini ca arbuști ornamentali. Cultivarul 'Tallhedge' a fost selectat pentru a fi folosit la garduri vii. 

### Medicinal
Galen, un medic grec din secolul al II-lea d.Hr., cunoștea păducelul negru, deși nu făcea o distincție clară în scrierile sale între acesta și alte specii înrudite. Toate aceste plante, totuși, erau creditate cu puterea de a proteja împotriva vrăjitoriei, demonilor, otrăvurilor și durerilor de cap.
Coaja (și într-o măsură mai mică fructul) a fost utilizată ca laxativ, datorită conținutului său de 3-7% antrachinonă. Coaja destinată uzului medicinal este uscată și păstrată timp de un an înainte de utilizare, deoarece coaja proaspătă este puternic purgativă; chiar și coaja uscată poate fi periculoasă dacă este luată în exces. 

### Alte utilizări
Cărbunele de păducel negru este prețuit în fabricarea prafului de pușcă, fiind considerat cel mai bun lemn pentru acest scop. Este deosebit de apreciat pentru fitilurile temporizate datorită ratei sale foarte uniforme de ardere.  Lemnul a fost folosit în trecut pentru a face forme pentru pantofi, cuiere și furnire. Coaja produce un colorant galben, iar boabele necoapte furnizează un colorant verde.